# مغوليون
المغوليون أو المغول هم شعب من ذرية جنود إمبراطورية المغول في أفغانستان. يوجدون في قرى في ولاية هراة ويتكلمون اللغة المغولية.
يسمي المغوليون أنفسهم بشاه جهان لأنهم انضموا إلى جيش الملك شاه جهان حاكم المغول.